# Frost Lars Andersson i Östnor
Frost Lars Andersson (i riksdagen kallad Andersson i Östnor), född 7 januari 1770 i Mora socken, död 3 november 1837 i Mora socken, var en svensk riksdagsman i bondeståndet.
Andersson representerade Ovansiljans fögderi av Kopparbergs län vid riksdagarna 1812, 1815 och 1823.
Vid 1815 års riksdag var han suppleant i allmänna besvärs- och ekonomiutskottet och under riksdagen 1823 suppleant i bankoutskottet.